# Parks (Familienname)
Parks ist ein englischer Familienname.

## Namensträger
- Aaron Parks (* 1983), US-amerikanischer Jazzpianist
- Alan Parks (1920–1982), britischer Chirurg
- Alycia Parks (* 2000), US-amerikanische Tennisspielerin
- Angelique Clifton-Parks (* 1965), südafrikanische Squashspielerin
- Arlo Parks (* 2000), britische Sängerin und Songwriterin
- Bill Parks (1921–2008), US-amerikanischer Segler, siehe William Parks (Segler)
- Bill Parks (Schauspieler), US-amerikanischer Schauspieler und Synchronsprecher
- Brad Parks (* 1957), US-amerikanischer Tennisspieler und -funktionär
- Carson Parks (1936–2005), US-amerikanischer Musiker
- Catherine Parks (* 1956), US-amerikanische Schauspielerin
- Chantel Clifton-Parks, südafrikanische Squashspielerin
- Cherokee Parks (* 1972), US-amerikanischer Basketballspieler
- Chris Parks (* 1973), US-amerikanischer Wrestler, siehe Abyss (Wrestler)
- Dan Parks (* 1978), schottischer Rugby-Union-Spieler
- David Parks (* 1943), US-amerikanischer Politiker
- Evan Parks (* 1997), österreichisch-amerikanischer Musiker, Rapper und Komponist
- Fanny Parks (1794–1875), britische Reiseschriftstellerin
- Floyd Lavinius Parks (1896–1959), US-amerikanischer General
- Frank Parks (1875–1945), britischer Boxer
- Fred W. Parks (1871–1941), US-amerikanischer Politiker
- Freya Parks (* 1999), britische Schauspielerin
- George Alexander Parks (1883–1984), US-amerikanischer Politiker
- Gordon Parks (1912–2006), US-amerikanischer Filmregisseur
- Gorham Parks (1794–1877), US-amerikanischer Politiker
- Greg Parks (1967–2015), kanadischer Eishockeyspieler, -trainer und -funktionär
- James Parks (* 1968), US-amerikanischer Schauspieler
- Jim Parks, US-amerikanischer Basketballtrainer
- Keaton Parks (* 1997), US-amerikanischer Fußballspieler
- Kenneth Parks (* 1964), kanadischer Mörder
- Larry Parks (1914–1975), US-amerikanischer Schauspieler
- Maxie Parks (* 1951), US-amerikanischer Sprinter
- Michael Parks (1940–2017), US-amerikanischer Schauspieler, Sänger und Filmregisseur
- Michael Parks (Journalist) (1943–2022), US-amerikanischer Journalist
- Nicole Parks (* 1992), australische Freestyle-Skierin
- Peter Parks (* 1942), britischer Kameramann und Ingenieur
- Ray Parks (* 1932), US-amerikanischer Musiker
- Raymond Parks (1914–2010), US-amerikanischer Motorsportler
- Reynaldo Parks (* 1974), costa-ricanischer Fußballspieler
- Rosa Parks (1913–2005), US-amerikanische Bürgerrechtlerin
- Stan Parks, Spezialeffektkünstler
- Suzan-Lori Parks (* 1963), US-amerikanische Autorin und Dramatikerin
- Taylor Parks (* 1993), US-amerikanische Schauspielerin
- Thomas W. Parks (1939–2020), US-amerikanischer Elektroingenieur
- Tilman Bacon Parks (1872–1950), US-amerikanischer Politiker
- Tim Parks (* 1954), britischer Schriftsteller
- Van Dyke Parks (* 1943), US-amerikanischer Musiker
- Wally Parks (1913–2007), US-amerikanischer Rennsportfunktionär
- William Parks (Drucker) (1700–1750), englisch-amerikanischer Drucker
- William Parks (Paläontologe) (1868–1936), kanadischer Geologe und Paläontologe
- William Parks (Segler) (1921–2008), US-amerikanischer Segler
- Winston Parks (* 1981), costa-ricanischer Fußballspieler
- Wolé Parks (* 1982), US-amerikanischer Schauspieler